# 陈文华 (1955年)
陈文华（1955年12月—），男，四川自贡人，中华人民共和国政治人物，中国民主建国会中央委员会副主席，第十届全国政协委员，第十一、十二、十三届全国人大代表。